# Lindome Bouleklubb
Lindome Bouleklubb är en bouleklubb som bildades 1 januari 1987.
Klubben har flera elitlag, lag i division 2, damlag, veteranlag och juniorlag. Hela det svenska junior-EM-laget under 2011 bestod av representanter från Lindome bouleklubb.
År 2017 blev föreningen tvåa i Elitserien. År 2018 var Tove Orrbeck med i mästerskapstruppen och tävlade i EM Trippel Dam. I februari 2019 kom Lindome Bouleklubb tvåa i Svenska Cupen Dam, som arrangerades på hemmaplan i Lindevi, Lindome.
Bouleklubben har också på egen hand byggt en hall.
För 2020 är förbundsseriespelet inställt på grund av Covid-19-epidemin.